# アルダ・ノーニ
アルダ・ノーニ（Alda Noni, 1916年4月30日 - 2011年5月19日）は、イタリアのソプラノ歌手。コロラトゥーラタイプのソプラノとして、モーツァルトやロッシーニ、ドニゼッティなどのオペラに深い適性を示した。
日本語表記では、アルダ・ノニとする例もある。

## 生涯
アルダ・ノーニは1916年4月30日に、トリエステで生まれる。生地の音楽院で声楽とピアノを修めた後、ウィーンで声楽を学び、1937年にリュブリャーナでロッシーニ『セビリアの理髪師』のロジーナ役を歌ってデビューを果たした。ザグレブおよびベオグラードの歌劇場を経て、第二次世界大戦中の1942年から1946年まではウィーン国立歌劇場の専属歌手として、モーツァルトやロッシーニ、ドニゼッティなどのオペラ上演で重用された。ウィーンでは、クリップスの下で研鑽を積んでいたが、1944年にリヒャルト・シュトラウスの80歳の誕生日を祝う『ナクソス島のアリアドネ』でツェルビネッタ役を歌う歌手を探していたカール・ベームに、クリップスから推挙されて出演し、非常な好評を博している。ノーニの歌唱は放送などで広く知れ渡り、「素晴らしく正確なもの」として評価されて何十年もの間ツェルビネッタ役の一番の手本として評価されており、中でも最大の難所とされる"Großmächtige Prinzessin"を見事に歌い切った刹那、客席にいた作曲家から"Brava!"がかかった（ライヴ録音ではカットされている）程であった。シュトラウスを祝う一連の公演にはほぼ同世代で、のちにベームのお気に入りの一人となるイルムガルト・ゼーフリートなども出演していた他、ノーニが"Grande Voce"と評したマックス・ローレンツや、マリア・ライニング、クンツ、デルモータなど、当時のウィーンを代表する歌手達が一堂に会している。
1946年、ノーニはウィーンを離れてイタリアのバリトン歌手マリアーノ・スタビーレらとともにロンドンに向かい、ドニゼッティ『ドン・パスクワーレ』のノリーナ役でデビュー。「お茶目な山猫かと思えば、修道院に咲く百合のよう」と評判を呼んだ。1950年にはスカラ座のイギリス公演に参加し、同郷の出身であるヴィクトル・デ・サバタ らとともに、コヴェントガーデンとエディンバラ国際フェスティバルにおいて、『ファルスタッフ』のナンネッタ役で登場した。グラインドボーン音楽祭には、1949年にヴェルディ『仮面舞踏会』のオスカル役でデビューし、翌年もフリッツ・ブッシュの指揮で、モーツァルト『コジ・ファン・トゥッテ』のデスピーナ役と『後宮からの誘拐』のブロンデ役を歌った。グラインドボーンでは、ロッシーニ『チェネレントラ』のクロリンダ役などを演じ、好評を博した。1951年にはヴェルディ『仮面舞踏会』のオスカル役でパリ・オペラ座に進出（サン・カルロ劇場引っ越し公演）。母国イタリアでもヴェルディ『ファルスタッフ』のナンネッタ役でスカラ座にデビューし、その他チマローザ『秘密の結婚』のカロリーナ役、モーツァルト『魔笛』のパパゲーナ役と『コジ』デスピーナ役、珍しいところでピッチンニの『チェッキーナ、または良い娘』にも出演した。ラジオ放送によるオペラ上演にも意欲的で、RAIでセスト・ブルスカンティーニやチェーザレ・ヴァレッティらと共演を重ねた。
その後、ノーニは音楽マネージャーのアントニオ・ショーヤットと結婚し、1955年にのちにソプラノ歌手となるティツィアーナ・ショーヤットを産んだことを機に一度現役を引退する。しかし、夫がNHK招聘NHKイタリア歌劇団に関わったこともあって現役に復帰して来日を重ね、1956年の第1回ではヴィットリオ・グイが指揮したモーツァルト『フィガロの結婚』のスザンナ役とヴェルディ『ファルスタッフ』のナンネッタ役を歌い、1959年の第2回ではニーノ・ヴェルキ指揮のプッチーニ『ラ・ボエーム』のムゼッタ役とアルベルト・エレーデ指揮のドニゼッティ『愛の妙薬』のアディーナ役を歌ったほか、第1回での特別演奏会ではモーツァルト『ドン・ジョヴァンニ』からツェルリーナのアリア「薬屋の歌」をグイの指揮、ヴェルディ『リゴレット』第3幕の四重唱をヴェルキの指揮で歌い、第2回での特別演奏会ではヴェルキの指揮でプッチーニ『ジャンニ・スキッキ』から「私のお父さん」を歌った。ノーニは日本でも「芝居上手」として知名度があった。ノーニは東京や1958年のベルガモでの公演のあと再度引退し、国際的な声楽コンクールの審査員をたびたび務め、90年代半ばまで東京芸術大学で声楽の教鞭を取った。後年はキプロスに移住して95歳の誕生日から20日しかたっていない2011年5月19日に死去した。

## 主なディスコグラフィ・フィルモグラフィ
- リヒャルト・シュトラウス『ナクソス島のアリアドネ』：マリア・ライニング、マックス・ローレンツ、パウル・シェフラー、エーリッヒ・クンツ：ベーム指揮：1944年6月11日ウィーン国立歌劇場：Myto Historical 00163（CD、2008年）[9]
- チマローザ『秘密の結婚』（抜粋）：ヒルデ・ギューデン、ティート・スキーパ、ブルスカンティーニ：マリオ・ロッシ指揮：1949年3月22日スカラ座：Melodram CD 29505（CD）[10]
- プッチーニ『ラ・ボエーム』（抜粋）：マルゲリータ・カロシオ、ジャンニ・ポッジ、パオロ・シルヴェリ、チェーザレ・シエピ：ヴィクトル・デ・サバタ指揮：1949年12月7日スカラ座：Myto Historical H047（CD、2000年）[11]
- チマローザ『秘密の結婚』：オーネラ・ロヴェロ、ヴァレッティ、ブルスカンティーニ、ジュリエッタ・シミオナート：マンノ・ヴォルフ＝フェラーリ指揮[注釈 1]：1950年：Warner Fonit 5046-62907-2（CD、2003年）[12]
- モーツァルト『フィガロの結婚』：イタロ・ターヨ、ガブリエラ・ガッティ、ブルスカンティーニ、ヨランダ・ガルディーノ：フェルナンド・プレヴィターリ指揮：1951年RAIミラノ：Warner Fonit 5046 71046-2（CD、2004年）[13]
- ロッシーニ『ブルスキーノ氏』：ブルスカンティーニ、アフロ・ポリ、トンマーゾ・ソレイ：カルロ・マリア・ジュリーニ指揮：1951年RAIミラノ：Great Opera Performances G.O.P. 66329（CD、2005年）[14]
- ヴェルディ『ファルスタッフ』：スタビーレ、レナータ・テバルディ、クロエ・エルモ、シルヴェリ、ヴァレッティ：デ・サバタ指揮：1951年スカラ座：Opera d'Oro Grand Tier OPD 7041（CD、2007年）[15]
- ドニゼッティ『ドン・パスクワーレ』：ブルスカンティーニ、アルマンノ・ボリエッロ、ヴァレッティ：ロッシ指揮：1952年RAIトリノ：Cantus Classics 500 338（CD、2003年）[16]
- ドニゼッティ『愛の妙薬』：ブルスカンティーニ、ヴァレッティ、ポリ：ジャナンドレア・ガヴァッツェーニ指揮：1952年RAIローマ：Warner Fonit 5050467 1047-2-3（CD、2004年）[17]
- モーツァルト『魔笛』：ニコライ・ゲッダ、エリーザベト・シュヴァルツコップ、ジュゼッペ・タッデイ、リタ・シュトライヒ：ヘルベルト・フォン・カラヤン指揮：1953年RAIローマ：Walhall Eternity Series WLCD 0017（CD、2004年）[18]
- モーツァルト『フィガロの結婚』：ターヨ、テバルディ、シピオ・コロンボ、シミオナート：イオネル・ペルレア指揮：1954年2月24日サン・カルロ劇場：Hardy Classic HCA 6017（CD、2005年）[19]
- ドニゼッティ『愛の妙薬』：ヴァレッティ、タッデイ、レナート・カペッキ、ポリ：ロッシ指揮：1954年：Great Opera Performances G.O.P. 66302（CD、2004年）/Bel Canto Society BCSDVD 0687 (DVD、2005)[20]
- ドニゼッティ『ドン・パスクヮーレ』：ターヨ、ヴァレッティ、ブルスカンティーニ：エレーデ指揮：1955年RAIミラノ：Great Opera performances G.O.P. 66332（CD、2005年）/Bel Canto Society BCSDVD 0686 (DVD、2006)[21]
- モーツァルト『ドン・ジョヴァンニ』：ジュゼッペ・ヴァルテンゴ、ビルギット・ニルソン、ブルスカンティーニ、セーナ・ユリナッチ、アントン・デルモータ：ベーム指揮：1955年サン・カルロ劇場：Golden Melodram GM 60010（CD、2001年）[22]
- ドニゼッティ『愛の妙薬』：フェルッチョ・タリアヴィーニ、パオロ・モンタルソロ、アルトゥーロ・ラ・ポルタ：エレーデ指揮：1959年2月8日および2月11日東京宝塚劇場（第2回NHKイタリア歌劇団公演）：キングレコード K25C-304/306（LP、1983年）、 K38Y-33/34（CD、1984年）、KICC-53/54（CD、1991年）、KIBM-1017（DVD、2003年）[23][注釈 2]